# Gąsówka rudawa

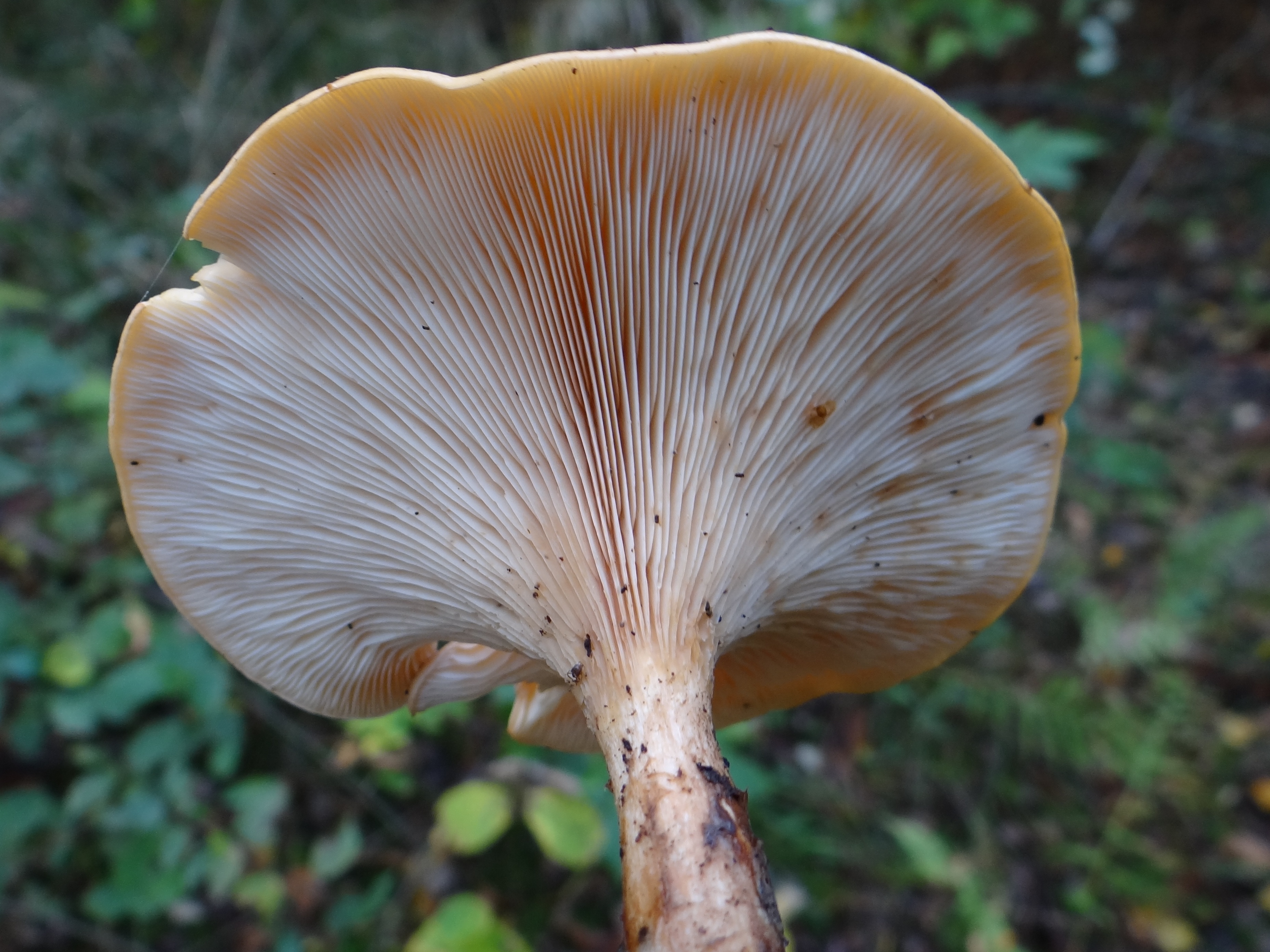

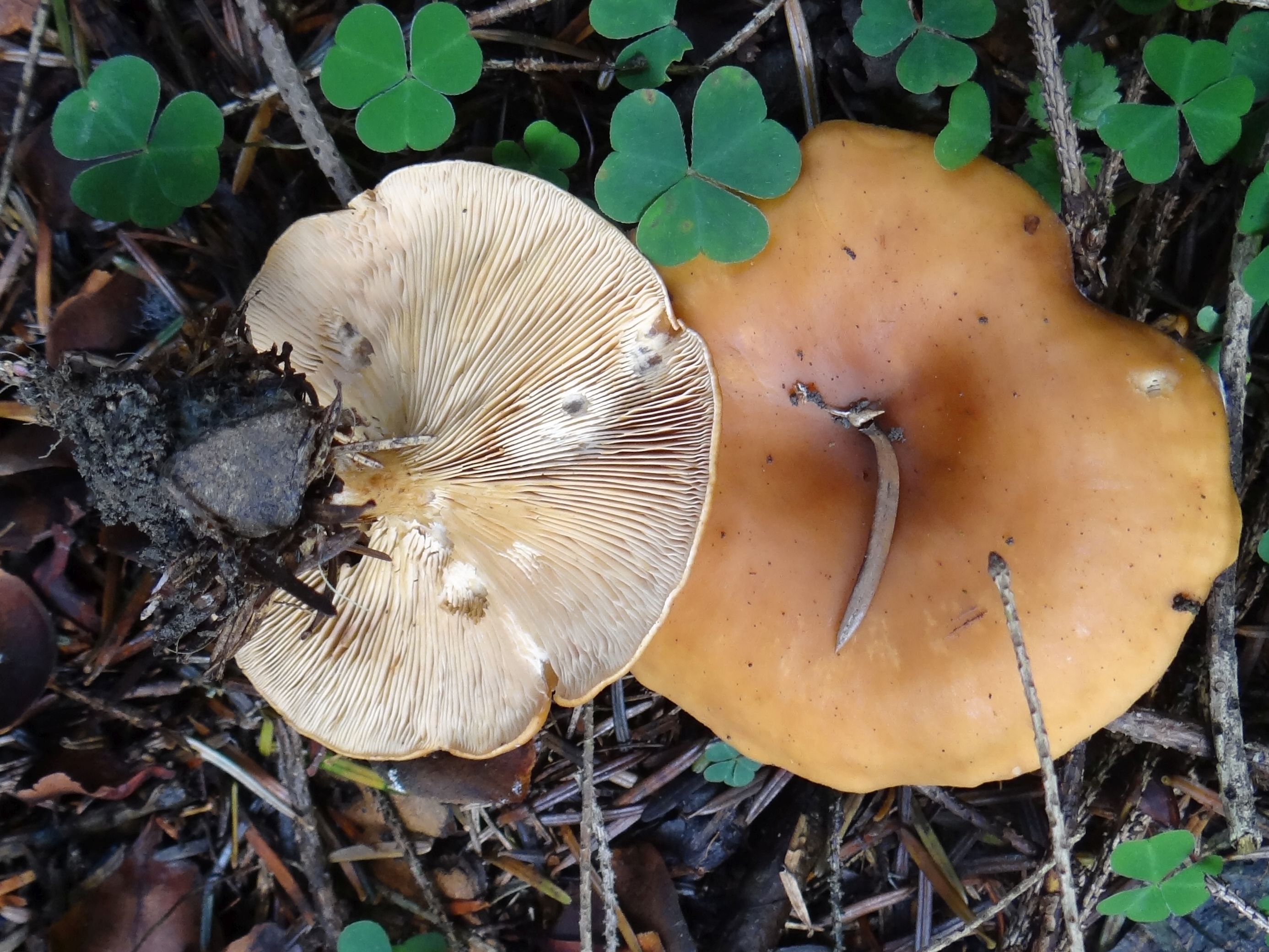

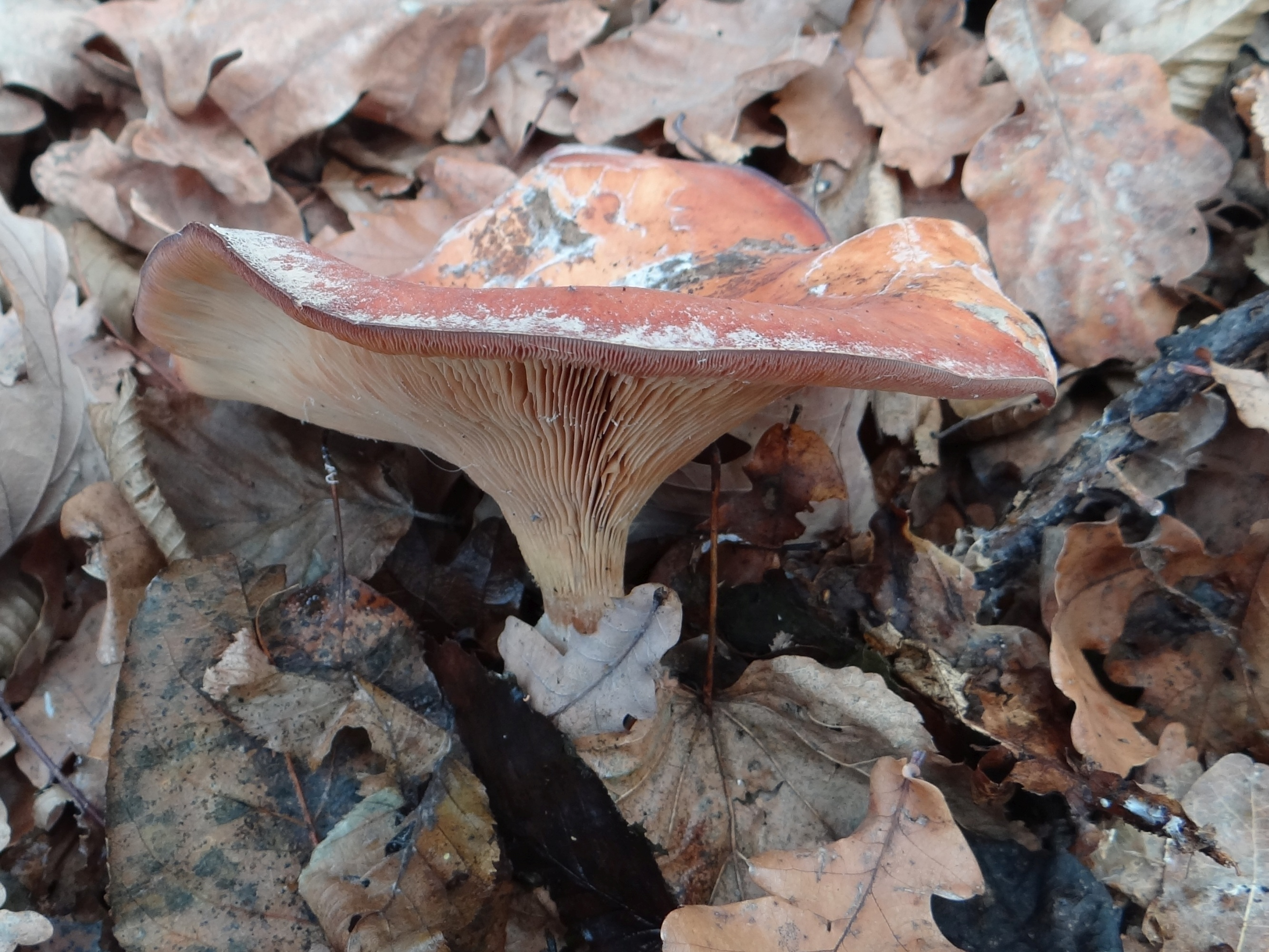

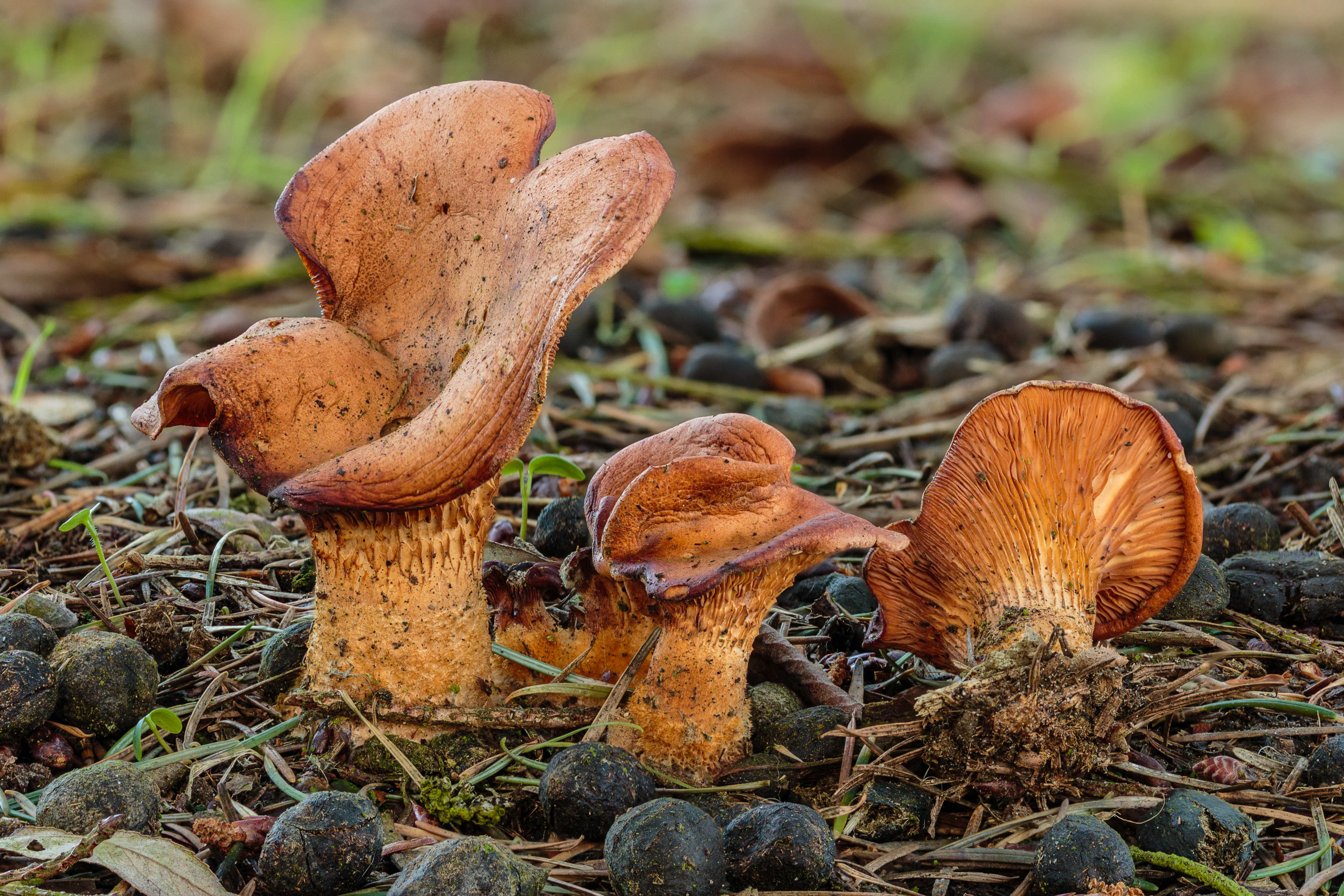

Gąsówka rudawa (Paralepista flaccida (Sowerby) Vizzini) – gatunek grzybów należący do rzędu pieczarkowcow (Agaricales)).

## Systematyka i nazewnictwo
Pozycja w klasyfikacji według Index Fungorum: Paralepista, Incertae sedis, Agaricales, Agaricomycetidae, Agaricomycetes, Agaricomycotina, Basidiomycota, Fungi. 
Po raz pierwszy takson ten zdiagnozował w 1799 r. James Sowerby nadając mu nazwę Agaricus flaccidus. Obecną, uznaną przez Index Fungorum nazwę nadał mu w 2012 r. Alfredo Vizzini, przenosząc go do rodzaju Paralepista. 
Niektóre synonimy naukowe:

- Agaricus flaccidus Sowerby 1799
- Agaricus gilvus Pers. 1801
- Agaricus inversus Scop. 1772
- Agaricus lentiginosus Fr. 1838
- Agaricus lobatus Sowerby 1799
- Agaricus splendens Pers. 1801
- Clitocybe flaccida (Sowerby) P. Kumm. 1871
- Clitocybe gilva (Pers.) P. Kumm. 1871
- Clitocybe inversa (Scop.) Quél. 1872
- Clitocybe splendens (Pers.) Gillet (1874)
- Lepista flaccida (Sowerby) Pat. 1887
- Lepista flaccida f. gilva (Pers.) Krieglst. 1991
- Lepista flaccida var. inversa (Scop.) Chiari 2001
- Lepista flaccida var. lobata (Sowerby) Romagn. & Bon 1987
- Lepista gilva (Pers.) Pat. 1900
- Lepista inversa (Scop.) Pat. 1887
- Lepista splendens (Pers.) Konrad 1927
- Omphalia gilva (Pers.) Gray 1821
- Omphalia lobata (Sowerby) Gray 1821

Nazwę polską gąsówka rudawa zaproponował Władysław Wojewoda w 2003 r. W polskim piśmiennictwie mykologicznym gatunek ten opisywany był też jako gąsówka podwinięta. Po przeniesieniu taksonu do rodzaju Paralepista, obie te nazwy stały się niespójne z naukową nazwą systematyczną. 

## Morfologia
Kapelusz
Średnicy 4–10 cm, za młodu łukowaty z podwiniętym brzegiem, później wklęsły, na koniec lejkowaty z cienkim i podwiniętym brzegiem. Brak garba, skórka naga, gładka, nieco higrofaniczna, w kolorze od żółtawego przez żółtoochrowy i czerwonawoochrowy do pomarańczowobrązowego. Czasami kapelusz jest współśrodkowo cętkowany i faliście powyginany.
Blaszki
Cienkie, gęste i zbiegające na trzon. Kolor początkowo białawy i białokremowy, później żółtordzawy do ochrowoczerwonego.
Trzon
Wysokość 3–5 cm, grubość 0,7–1,2 cm, cylindryczny, za młodu pełny, później pusty, czasami dołem maczugowato zgrubiały, włóknisty. Kolor podobny jak kapelusz. Czasami jest ekscentryczny (tzn. nie wyrasta dokładnie na środku kapelusza).
Miąższ
Sprężysty, u młodych grzybów białawy, później jasnopłowy do kremowoochrowego. Zapach aromatyczny, smak cierpki. 
Wysyp zarodników
Biały. Zarodniki o średnicy 3–4 µm.

## Występowanie
W Europie Środkowej jest pospolita, w Polsce również.
Rośnie na ziemi wśród opadłych liści w różnego typu lasach liściastych i mieszanych, szczególnie często pod świerkiem i sosną. Owocniki wytwarza od lipca do listopada. Czasami tworzy tzw. czarcie kręgi. 

## Znaczenie
Saprotrof rozkładający ściółkę drzew liściastych i iglastych. Dawniej uważana była za grzyb jadalny. Pojawiły się jednak doniesienia o zatruciach jej owocnikami, z tego też względu obecnie odradza się zbierania jej dla celów spożywczych.

## Gatunki podobne
- lejkówka żółtobrązowa (Infundobulicybe gibba). Ma jaśniejszy kolor i rzadki miąższ[5].
- trująca lejkówka jadowita (Clitocybe rivulosa). Ma aksamitny kapelusz i słodkawy zapach[5].